# Мар'ян Воронін
Мар'ян Єжи Воронін  (пол. Marian Jerzy Woronin, 13 серпня 1956) — польський легкоатлет, олімпійський медаліст.

## Виступи на Олімпіадах
| Олімпіада     | Дисципліна              | Місце     |
| ------------- | ----------------------- | --------- |
| Монреаль 1976 | біг на 100 метрів       | 8 h1 r3/4 |
| Монреаль 1976 | біг на 200 метрів       | 5 h7 r1/4 |
| Монреаль 1976 | естафета 4 x 100 метрів | 4         |
| Москва 1980   | біг на 100 метрів       | 7         |
| Москва 1980   | біг на 200 метрів       | 7         |
| Москва 1980   | естафета 4 x 100 метрів | 2         |